# Euphorbia marginata
Espèce
L'Euphorbe panachée (Euphorbia marginata) est une espèce de plantes à fleurs de la famille des Euphorbiacées.
Elle est originaire de régions tempérées d'Amérique du Nord. On la rencontre de l'Est du Canada au Sud-Ouest des États-Unis.
Le spécimen type a été récolté dans le comté de Rosebud, au Montana, dans le secteur de la rivière Yellowstone par William Clark au cours de l'expédition de Lewis et Clark (1804-1806),.

## Description
Euphorbia marginata, plante toxique, présente des feuilles vertes et grises le long des branches et des feuilles qui sont plus petites dans les parties terminales des volutes.
Ces feuilles sont garnies de larges bandes blanches qui ont donné à la plante son nom imagé de  « neige sur la montagne » ou de « neige sur la prairie » chez les anglo-saxons.
La plante émet  de grandes quantités de gaz sulfureux principalement sous forme de sulfure de diméthyle (DMS).

## Culture
Ces euphorbes poussent sur des sols secs et préfèrent une exposition ensoleillée. Le substrat doit être sableux-graveleux. Elles supportent des températures allant jusqu'à -35 °C (USDA zone 4). Le semis est préconisé de février à mars sous serre à 20 °C ou en place en avril.

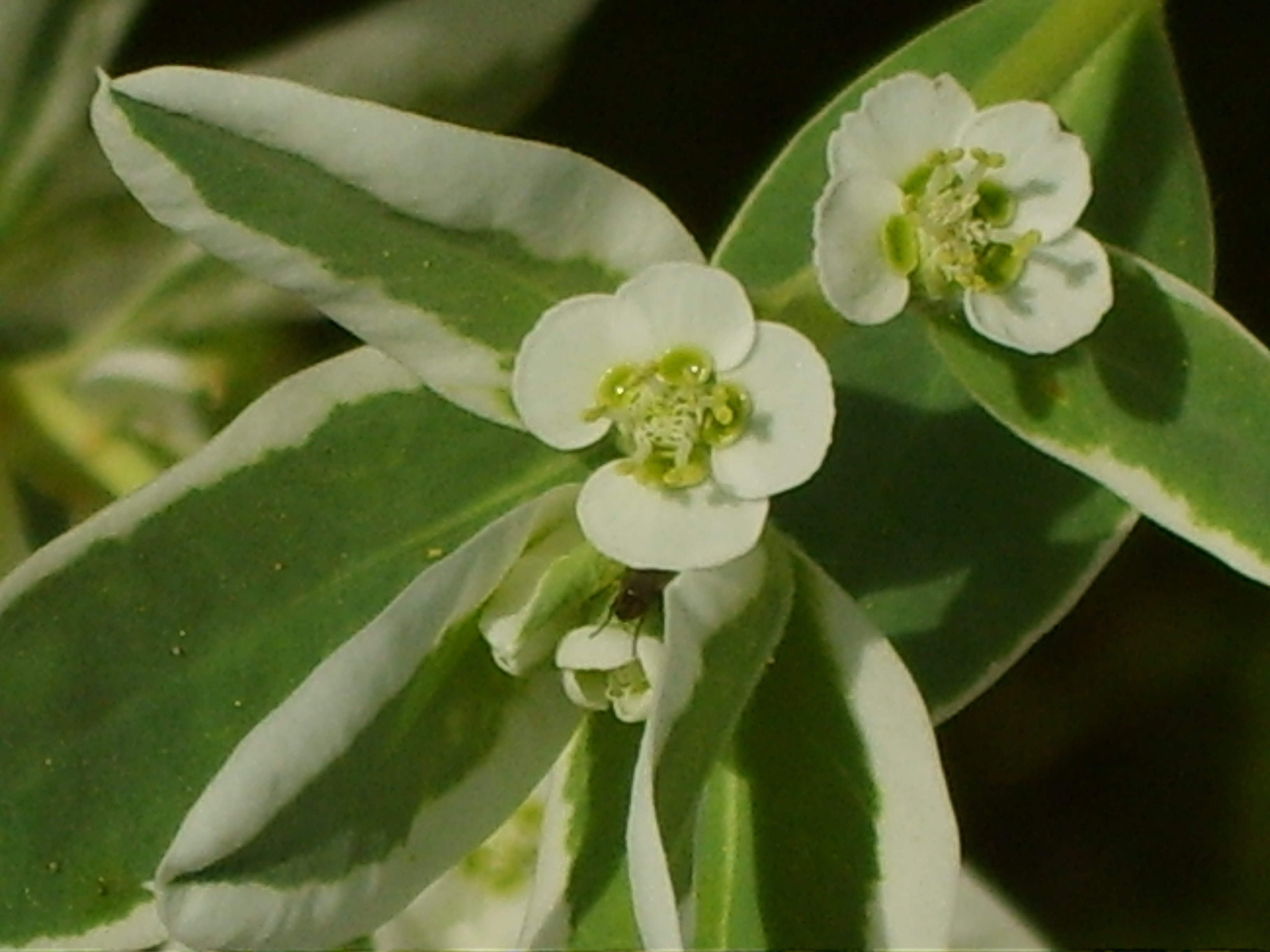
Fleur discrète.

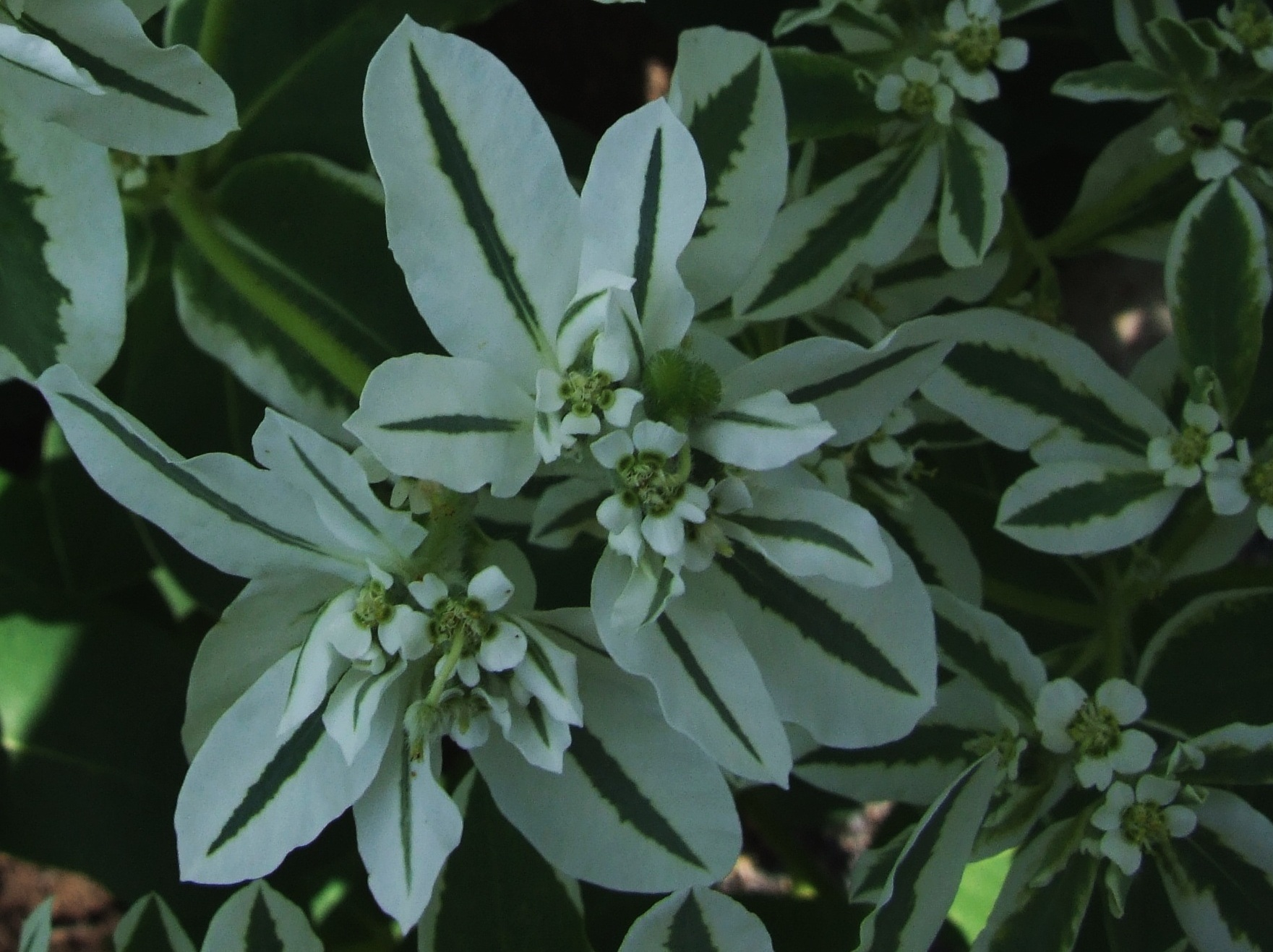
Zone blanche variable.